# Euzoio de Antioquía
Euzoio de Antioquía (en latín: Euzoïus) fue obispo de Antioquía entre los años 360 y 370 o en 360, dependiendo de la fuente. Era semiarriano.

## Aliado de Arrio
Euzoio era un amigo de infancia de Arrio y fue uno de los once presbíteros y diáconos depuestos junto a él por Alejandro, el obispo de Alejandría, alrededor de 320 d. C. Fue nuevamente condenado y proscrito con Arrio por el Primer Concilio de Nicea (325). Cuando Arrio fue convocado nuevamente en 330, Euzoio estaba con él y ya era sacerdote. Ambos debieron recuperar la confianza del emperador romano a través de una confesión evasiva de su fe y una supuesta aceptación del credo de Nicea. Acompañó a Arrio hasta Jerusalén para asistir al cónclave de obispos eusebianos en la dedicación de la Iglesia de la Anastasis ("Ressurrección") en 335 y con él fue recibido en común por el concilio que allí se realizó.

## Obispo de Antioquía
En 361, Constancio II, habiendo proscrito a Melecio de Antioquía de su Sede episcopal, convocó a Euzoio, que estaba en Alejandría, y ordenó que los obispos de la diócesis lo consagraran. Unos meses después, Constancio, acometido por una fiebre fatal, convocó al obispo recién consagrado para que se quedara a su lado y, el 3 de noviembre de 361, Euzoio lo bautizó. No se sabe al respecto si el evento ocurrió en Antioquía del Orontes o en Mopsuestia, en la Cilicia. Con el ascenso de Valente, Euzoio fue convencido por Eudoxio de reunir a los obispos en Antioquia para intentar retirar la sentencia que había sido impuesta sobre el ultraarriano Aecio de Antioquía, lo que finalmente se hizo en el Concílio de Antioquia de 364. Con la muerte de Atanasio en 373, Euzoio fue, a petición propia, despachado por Valente, juntamente con el tesorero imperial y tropas, para instalar al candidato imperial en Alejandría, el arriano Lucio de Alejandría, en vez del candidato electo y ya entronado, Pedro II de Alejandría. Esta tarea fue realizada de forma brutal y llevó a la persecución de los cristianos no arrianos.

## Obispo de Cesarea
En sus últimos años de vida, también fue obispo de Cesarea Marítima entre los años de 373 y 379, forzando la marcha de Gelasio de Cesarea.: p. 211  Sócrates de Constantinopla relata la muerte de Euzoio, ocurrida en Constantinopla.

## De Viris Illustribus
San Jerónimo menciona a Euzoio en su famoso libro De Viris Illustribus:

Euzoius, apud Thespesium rhetorem, cum Gregorio Nazianzeno episcopo adolescens Caesareae eruditus est, et ejusdem postea urbis episcopus, plurimo labore, corruptam jam Bibliothecam Origenis et Pamphili in membranis instaurare conatus est. Ad extremum sub Theodosio principe Ecclesia pulsus est. Feruntur ejus varii multiplicesque tractatus, quos nosse perfacile est.
De Viris Illustribus, Jerónimo de Estridón, Capítulo CXIII.

Citando a Tespesio el retórico, san Jerónimo nos dice que el joven Euzoio escribió varios tratados, en colaboración con Gregorio Nacianceno, obispo de Cesarea. Además, trabajó con gran esfuerzo en la biblioteca de Orígenes y Pánfilo, que intentó restaurar. Al final del reinado de Teodosio, fue expulsado por el príncipe de la Iglesia.